# Index Seminum (Tiflis)
Index Seminum (Tiflis) (abreviado Index Sem. (Tiflis)) es una revista con ilustraciones y descripciones botánicas que es publicada en Tiflis.